# ویلیام آنتروبوس گریسباخ
ویلیام آنتروبوس گریسباخ (انگلیسی: William Antrobus Griesbach; ۳ ژانویهٔ ۱۸۷۸ – ۲۱ ژانویهٔ ۱۹۴۵) نظامی و سیاست‌مدار اهل کانادا بود.